# Epirhyssa perkinsi
Epirhyssa perkinsi là một loài tò vò trong họ Ichneumonidae.